# The Mancy of Sound
The Mancy of Sound ist ein Jazzalbum von Steve Coleman & Five Elements. Die am 23. Februar und 25. Juli 2007 im Studio Systems Two in New York City entstandenen Aufnahmen erschienen im Juli 2011 auf Pi Recordings.

## Hintergrund
Steve Colemans The Mancy of Sound wurde in derselben Besetzung eingespielt wie das Vorgängeralbum Harvesting Semblances and Affinities, mit dem Trompeter Jonathan Finlayson, Posaunist Tim Albright, Bassist Thomas Morgan und Schlagzeuger Tyshawn Sorey. Den Liner Notes zufolge basiert die Aufzeichnung auf den Zyklen der Natur und den damit verbundenen weltumspannenden Wahrsagungsriten. Aber das sei nicht der Soundtrack zu einem Anthropologietext oder meditativer New-Age-Musik, schrieb Michael J. West. Vielmehr würden der Altsaxophonist und die neueste Inkarnation seiner langjährigen Band ihre charakteristischen ineinandergreifenden Rhythmen zusammen mit dichtem melodischem Kontrapunkt nutzen, um etwas Geheimnisvolles, Spirituelles und Ritualistisches hervorzurufen. Die „Odú Ifá Suite“ – das vierspurige Herzstück des Albums, ist eine musikalische Darstellung des Ifá, des Glaubenssystems des Yoruba-Volkes.

## Titelliste
- Steve Coleman & Five Elements: The Mancy of Sound (Pi Recordings PI38)[2]

1. Jan 18 6:40
2. Formation 1 7:05
3. Odú Ifá Suite: Fire-Ogbe 5:21
4. Odú Ifá Suite: Earth-Idi 6:15
5. Odú Ifá Suite: Air-Iwori 6:35
6. Odú Ifá Suite: Water-Oyeku 7:58
7. Formation 2 6:56
8. Noctiluca (Jan 11) Composed By (Patrícia Magalhães) 12:20

Wenn nicht anders vermerkt, stammen die Kompositionen von Steve Coleman.

## Rezeption
Nach Ansicht von Mark F. Turner, der das Album in All About Jazz rezensierte, sei Coleman mehr als nur ein Konzeptualist, er sei auch ein leidenschaftlicher Performer, der ebenso flüssige wie prägnante rasante Läufe liefere – ein Wort, das jeden dieser talentierten Musiker seiner Band beschreibe. Es gebe Stellen im gesamten Album, an denen die Instrumentenpalette in einer harmonischen Kakophonie zusammenkomme, wie die Ausrichtung der Planeten. Die Analogien hätten in „Jan 18“ und „Noctiluca (Jan 11)“ eine tiefere Bedeutung – zwei Werke, die auf den acht Mondphasen basieren, wie sie von einem bestimmten Ort zu bestimmten Zeitpunkten aus betrachtet werden.

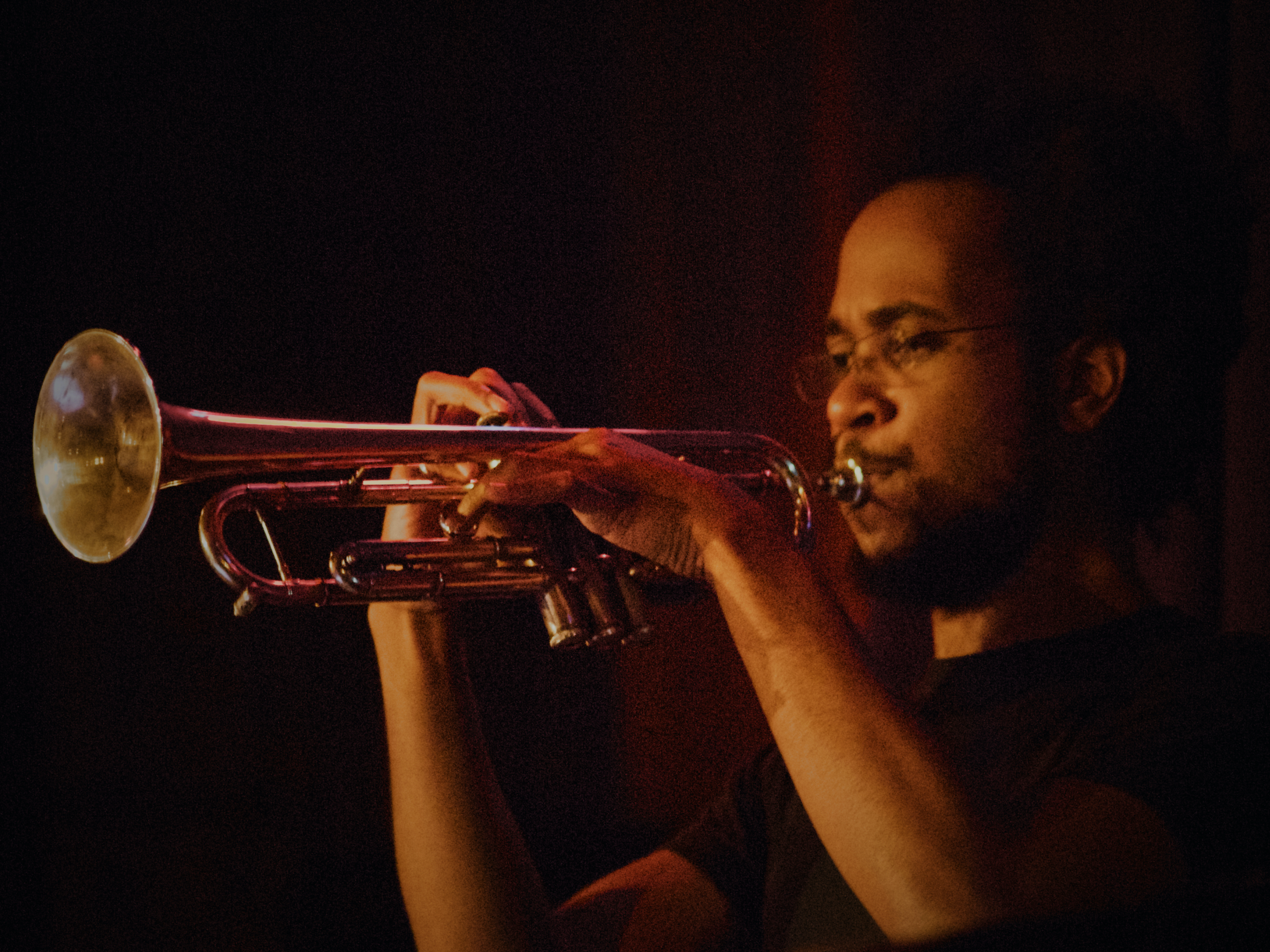
Jonathan Finlayson mit Steve Coleman and Five Elements, Schuttershof Middelburg, 2010

The Mancy of Sound würde mit ihrem unaufdringlichen Latin-Teppich schon fast das Attribut „leichtfüßig“ verdienen, schrieb Wolf Kampmann in Jazz thing. Colemans Mitmusiker tanzten federnd und schmunzelnd um ihren Leader herum, der zwar wie gewohnt auf seinem Altsaxophon die Welt und das Universum erkläre, aber dabei ungleich entspannter wirke als irgendwann in den letzten 15 Jahren. Er würde auf verschiedenste Elemente seiner bisherigen Laufbahn zurückgreifen, lasse an frühe M-Base-Tage denken, aber auch an sein kubanisches Projekt The Sign & The Seal und erfinde sich aus sich selbst heraus neu. The Mancy of Sound sei „das überzeugende Bekenntnis eines großen Musikers zur erfolgreichen Suche nach sich selbst“.
The Mancy of Sound von Steve Coleman und Five Elements sei geheimnisvoll, abstrus, komplex – und sofort faszinierend, schrieb Michael J. West im Washington City Paper. Das Beeindruckendste an Coleman ist, dass er den esoterischsten (sprich: nerdigsten) Komplexitäten der Musik nachgehe, ohne ihren äußeren Reiz zu opfern. Es sei an der Oberfläche ebenso faszinierend wie in seinen Tiefen. Das sei einer der schwierigsten Tricks, aber Coleman mache ihn regelmäßig – und bei The Mancy of Sound übertreffe er sich in beiden Bereichen.
Die Gruppe spiele vier Stücke, die von Mondphasen inspiriert sind, und vier, die in der westafrikanischen Yoruba-Kultur und ihren lateinamerikanischen Ablegern verwurzelt sind, berichtete John Fordham im Guardian über The Mancy of Sound. Die Mondstücke würden sich durch einen komplizierten Saxofon- und Blechbläser-Kontrapunkt auszeichnen, der durch Shyus reichhaltiges Ton-Repertoire und Cool-Jazz-beeinflusste Saxofon-Meditationen gefärbt werde. Die afrikanische Suite eröffne sogar tanzbare Klänge, die auf rasselnden polyrhythmischen Grooves, summenden Stimmzungen und Blechbläsern sowie Shyus Gleiten zwischen afrikanischer und fernöstlicher Tonhöhe basieren. Wie so oft bei Colemans Musik würden die anfänglichen Bedenken, dass sie intellektuell sei, aber nirgendwo hinführe, nach und nach durch das Gefühl verdrängt, eine unbekannte, aber einladende Landschaft zu durchqueren.